# 維季姆河
59°29′N 112°35′E / 59.483°N 112.583°E
維季姆河（俄语：Витим）是勒拿河的主要支流。發源於貝加爾湖以東，全長1,978公里的維京河向北流經外貝加爾山脈及博代博鎮。博代博以下到與連斯克（Ленск）西面、勒拿河的會合處可通航。 
著名的昆蟲化石的出土地巴伊薩（Байса）位於河的左岸。